# Greuthermühle
Greuthermühle (auch Gereuther Mühle)  ist ein Gemeindeteil des Marktes Oberschwarzach im unterfränkischen Landkreis Schweinfurt in Bayern. Greuthermühle liegt in der Gemarkung Oberschwarzach.

## Geografische Lage
Die Einöde liegt im äußersten Südwesten des Oberschwarzacher Gemeindegebiets am Mainzufluss Schwarzach. Im Norden beginnt in einiger Entfernung die Gemarkung von Düttingsfeld, das ebenfalls zu Oberschwarzach gehört. Der Osten wird vom Hauptort eingenommen, wobei sich die Wiesen- und die Steinmühle auf der Strecke entlang der Schwarzach aufreihen, bei denen es sich ebenfalls um eingetragene Gemeindeteile Oberschwarzachs handelt. Südlich beginnt, getrennt durch die Bundesstraße 22, das Gebiet von Prichsenstadt-Neudorf im Landkreis Kitzingen. Der Westen wird von Bimbach ausgefüllt, das ebenfalls zu Prichsenstadt gehört.

## Geschichte
Die Greuther- oder Gereuthermühle liegt auf dem Gebiet einer Ortswüstung. Erstmals erwähnt wurde das Dorf 1461. Damals bestand an der Schwarzach das Dorf „Obernreuth“. Es entstand wohl als Rodungssiedlung im Hochmittelalter und bestand nur aus wenigen Höfen. Letztmals wurde Obernreuth im 16. Jahrhundert genannt. Die Gründe für die Aufgabe des Dorfes sind unbekannt. Als einziger Überrest der kleinen Siedlung blieb die Mühle bestehen, die zu Beginn des 19. Jahrhunderts Gemeindeteil des benachbarten Oberschwarzach wurde.